# Parafia Trójcy Świętej w Cielądzu
Parafia Trójcy Świętej w Cielądzu – parafia rzymskokatolicka należąca do dekanatu Rawa Mazowiecka diecezji łowickiej. Erygowana w 1428. Mieści się pod numerem 65. Duszpasterstwo w niej prowadzą księża duchacze.  

## Zasięg parafii
Do parafii należą wierni z następujących miejscowości: Cielądz, Grabice, Gułki, Komorów, Niemgłowy, Ossowice, Sanogoszcz, Stolniki, Wisówka.